# Premio Martín Fierro 2011
Qui di seguito sono indicati i vincitori e i nominati del Martín Fierro 2011. La cerimonia si è tenuta il 27 maggio 2012 all'Hotel Hilton.
Il Martín Fierro d'oro è stata vinto dalla serie televisiva El Puntero. Il Martín Fierro di platino è andato ad Antonio Gasalla. Susana Giménez e Juan Alberto Badía hanno ricevuto un Martín Fierro Honorífico. Invece, Max Berliner e la serie televisiva El hombre de tu vida hanno ricevuto una targa.

## Premi e nomination

### Televisione
Miglior serie televisiva
| Nome                        | Canale    | Risultato       |
| --------------------------- | --------- | --------------- |
| Maltratadas                 | América 2 | Candidato/a     |
| Televisión por la inclusión | Canal 9   | Vincitore/trice |
| Tiempo de pensar            | Canal 7   | Candidato/a     |

Migliore miniserie
| Nome                 | Canale   | Risultato       |
| -------------------- | -------- | --------------- |
| El hombre de tu vida | Telefe   | Candidato/a     |
| El paraíso           | Canal 7  | Candidato/a     |
| El Puntero           | El Trece | Vincitore/trice |

Migliore sitcom
| Nome                 | Canale   | Risultato   |
| -------------------- | -------- | ----------- |
| Los únicos           | El Trece | Candidato/a |
| Sr. y Sra. Camas     | Canal 7  | Candidato/a |
| Un año para recordar | Telefe   | Candidato/a |

Migliore telenovela
| Nome                      | Canale   | Risultato       |
| ------------------------- | -------- | --------------- |
| Cuando me sonreís         | Telefe   | Candidato/a     |
| El elegido                | Telefe   | Vincitore/trice |
| Herederos de una venganza | El Trece | Candidato/a     |

Miglior attore di una serie televisiva e/o miniserie
| Attore              | Nome programma       | Canale   | Risultato       |
| ------------------- | -------------------- | -------- | --------------- |
| Guillermo Francella | El hombre de tu vida | Telefe   | Candidato/a     |
| Julio Chávez        | El Puntero           | El Trece | Vincitore/trice |
| Luis Brandoni       | El hombre de tu vida | Telefe   | Candidato/a     |
| Luis Luque          | El Puntero           | El Trece | Candidato/a     |
| Rodrigo de la Serna | El Puntero           | El Trece | Candidato/a     |

Migliore attrice di una serie e/o miniserie
| Attrice          | Nome programma              | Canale   | Risultato       |
| ---------------- | --------------------------- | -------- | --------------- |
| Andrea del Boca  | Tiempo de pensar            | Canal 7  | Candidato/a     |
| Gabriela Toscano | El Puntero                  | El Trece | Candidato/a     |
| Mercedes Morán   | El hombre de tu vida        | Telefe   | Vincitore/trice |
| Selva Alemán     | Televisión por la inclusión | Canal 9  | Candidato/a     |
| Virginia Lago    | Decisiones de vida          | Canal 9  | Candidato/a     |

Miglior attore di telenovela
| Attore         | Nome programma            | Canale   | Risultato       |
| -------------- | ------------------------- | -------- | --------------- |
| Facundo Arana  | Cuando me sonreís         | Telefe   | Candidato/a     |
| Gabriel Goity  | Sr. y Sra. Camas          | Canal 7  | Candidato/a     |
| Pablo Echarri  | El elegido                | Telefe   | Vincitore/trice |
| Nicolás Cabré  | Los únicos                | El Trece | Candidato/a     |
| Luciano Castro | Herederos de una venganza | El Trece | Candidato/a     |

Migliore attrice di telenovela
| Attrice            | Nome programma            | Canale   | Risultato       |
| ------------------ | ------------------------- | -------- | --------------- |
| Griselda Siciliani | Los únicos                | El Trece | Candidato/a     |
| Julieta Díaz       | Cuando me sonreís         | Telefe   | Candidato/a     |
| Leticia Brédice    | El elegido                | Telefe   | Vincitore/trice |
| Paola Krum         | El elegido                | Telefe   | Candidato/a     |
| Romina Gaetani     | Herederos de una venganza | El Trece | Candidato/a     |

Migliore attore non protagonista
| Attore          | Nome programma              | Canale    | Risultato       |
| --------------- | --------------------------- | --------- | --------------- |
| Alejandro Awada | Historias de la primera vez | América 2 | Candidato/a     |
| Arnaldo André   | Los únicos                  | El Trece  | Candidato/a     |
| Lito Cruz       | El elegido                  | Telefe    | Vincitore/trice |
| Luciano Cáceres | El elegido                  | Telefe    | Candidato/a     |
| Pablo Brichta   | El Puntero                  | El Trece  | Candidato/a     |

Migliore attrice non protagonista
| Attrice            | Nome programma            | Canale   | Risultato       |
| ------------------ | ------------------------- | -------- | --------------- |
| Belén Blanco       | El Puntero                | El Trece | Candidato/a     |
| María Rosa Fugazot | El Puntero                | El Trece | Candidato/a     |
| Monica Antonópulos | El elegido                | Telefe   | Vincitore/trice |
| Leonor Benedetto   | Herederos de una venganza | El Trece | Candidato/a     |
| Leonor Manso       | El elegido                | Telefe   | Candidato/a     |

Migliore ruolo speciale
| Attore           | Nome programma            | Canale   | Risultato       |
| ---------------- | ------------------------- | -------- | --------------- |
| Alfredo Alcón    | Herederos de una venganza | El Trece | Candidato/a     |
| Graciela Borges  | El hombre de tu vida      | Telefe   | Candidato/a     |
| Hilda Bernard    | Decisiones de vida        | Canal 9  | Candidato/a     |
| Jorgelina Aruzzi | El hombre de tu vida      | Telefe   | Vincitore/trice |
| Martín Bossi     | Los únicos                | El Trece | Candidato/a     |

Migliore rivelazione
| Nome              | Programma                 | Canale    | Risultato       |
| ----------------- | ------------------------- | --------- | --------------- |
| Maite Lanata      | El elegido                | Telefe    | Candidato/a     |
| Malena Pichot     | El hombre de tu vida      | Telefe    | Candidato/a     |
| Moro Anghileri    | El pacto                  | América 2 | Candidato/a     |
| Paula Kohan       | El elegido                | Telefe    | Vincitore/trice |
| Virginia Kaufmann | Herederos de una venganza | El Trece  | Candidato/a     |

Miglior autore/sceneggiatore
| Nome autore                           | Programma            | Canale   | Risultato       |
| ------------------------------------- | -------------------- | -------- | --------------- |
| Adriana Lorenzón e Gustavo Bellati    | El elegido           | Telefe   | Candidato/a     |
| Juan José Campanella e Marcela Guerty | El hombre de tu vida | Telefe   | Vincitore/trice |
| Mario Segade                          | El Puntero           | El Trece | Candidato/a     |

Miglior regista
| Nome Regista         | Programma            | Canale   | Risultato       |
| -------------------- | -------------------- | -------- | --------------- |
| Carlos Luna          | El elegido           | Telefe   | Candidato/a     |
| Daniel Barone        | El Puntero           | El Trece | Candidato/a     |
| Juan José Campanella | El hombre de tu vida | Telefe   | Vincitore/trice |

Migliore sigla
| Nome               | Programma                 | Interprete           | Canale   | Risultato       |
| ------------------ | ------------------------- | -------------------- | -------- | --------------- |
| "Ay amor"          | El hombre de tu vida      | Bahiano              | Telefe   | Vincitore/trice |
| "Herederos"        | Herederos de una venganza | David Bisbal         | El Trece | Candidato/a     |
| "Solo hay una ley" | El elegido                | La fábrica de tangos | Telefe   | Candidato/a     |

Migliore produzione integrale
| Programma            | Canale   | Risultato       |
| -------------------- | -------- | --------------- |
| El hombre de tu vida | Telefe   | Candidato/a     |
| El puntero           | El Trece | Candidato/a     |
| Showmatch            | El Trece | Vincitore/trice |

Miglior programma giornalistico
| Programma          | Canale     | Risultato       |
| ------------------ | ---------- | --------------- |
| Documentos América | América TV | Vincitore/trice |
| Policías en Acción | El Trece   | Candidato/a     |
| 6,7,8              | Canal 7    | Candidato/a     |

Miglior programma umoristico
| Programma                              | Canale     | Risultato       |
| -------------------------------------- | ---------- | --------------- |
| Demoliendo teles                       | El Trece   | Candidato/a     |
| Recordando el show de Alejandro Molina | Canal 7    | Candidato/a     |
| Sin codificar                          | América TV | Candidato/a     |
| Zapping                                | Telefe     | Vincitore/trice |

Miglior programma sportivo
| Programma          | Canale     | Risultato       |
| ------------------ | ---------- | --------------- |
| Carburando         | El Trece   | Vincitore/trice |
| El Show del Fútbol | América TV | Candidato/a     |
| Planeta Bonadeo    | Telefe     | Candidato/a     |

Miglior telegiornale
| Programma            | Canale    | Risultato       |
| -------------------- | --------- | --------------- |
| América Noticias     | América 2 | Candidato/a     |
| Diario de medianoche | Telefe    | Candidato/a     |
| Telenoche            | El Trece  | Vincitore/trice |

Miglior programma di interesse generale
| Programma                                    | Canale   | Risultato       |
| -------------------------------------------- | -------- | --------------- |
| Clase turista: el mundo según los argentinos | Telefe   | Vincitore/trice |
| Cocineros Argentinos                         | Canal 7  | Candidato/a     |
| Este es el show                              | El Trece | Candidato/a     |
| Sábado Bus                                   | Telefe   | Candidato/a     |

Miglior programma culturale/educativo
| Programma                       | Canale  | Risultato       |
| ------------------------------- | ------- | --------------- |
| Científicos Industria Argentina | Canal 7 | Candidato/a     |
| El cine que nos mira            | Canal 7 | Candidato/a     |
| MP3                             | Canal 7 | Vincitore/trice |

Miglior programma d'intrattenimento
| Programma         | Canale   | Risultato       |
| ----------------- | -------- | --------------- |
| A todo o nada     | El Trece | Candidato/a     |
| Minuto para ganar | Telefe   | Vincitore/trice |
| Susana Giménez    | Telefe   | Candidato/a     |

Miglior programma per ragazzi
| Programma                            | Canale  | Risultato       |
| ------------------------------------ | ------- | --------------- |
| Caja Rodante                         | Canal 7 | Candidato/a     |
| Carozo, Narizota y sus amigos        | Canal 9 | Candidato/a     |
| Super T - Una schiappa alla riscossa | Telefe  | Vincitore/trice |

Miglior pubblicità
| Nome                                | Marca                                         | Risultato       |
| ----------------------------------- | --------------------------------------------- | --------------- |
| Campaña volver al futuro "inventos" | Garbarino                                     | Vincitore/trice |
| Igualismo                           | Cerveza Quilmes                               | Candidato/a     |
| Marruecos                           | Matarazzo                                     | Candidato/a     |
| Padres en slip                      | BGH/ Silent Air - Del Campo Saatchi & Saatchi | Candidato/a     |
| Tienda del ex vs catálogo           | Banco Galicia - Young & Rubicam               | Candidato/a     |

Miglior reality
| Programma             | Canale   | Risultato       |
| --------------------- | -------- | --------------- |
| Cantando por un sueño | El Trece | Candidato/a     |
| Showmatch             | El Trece | Vincitore/trice |
| Talento Argentino     | Telefe   | Candidato/a     |

Migliore conduttrice
| Nome                | Programma            | Canale     | Risultato       |
| ------------------- | -------------------- | ---------- | --------------- |
| Andrea Politti      | Los unos y los otros | América TV | Candidato/a     |
| Débora Pérez Volpin | Arriba Argentinos    | El Trece   | Candidato/a     |
| Denise Dumas        | Este es el show      | El Trece   | Candidato/a     |
| Ernestina Pais      | CQC                  | Telefe     | Candidato/a     |
| Susana Giménez      | Susana Giménez       | Telefe     | Vincitore/trice |

Miglior conduttore
| Persona             | Programma              | Canale   | Risultato       |
| ------------------- | ---------------------- | -------- | --------------- |
| Marley              | Minuto para ganar      | Telefe   | Candidato/a     |
| Guillermo López     | CQC                    | Telefe   | Candidato/a     |
| José María Listorti | Este es el show        | El Trece | Candidato/a     |
| Leo Montero         | AM, Antes del Mediodía | Telefe   | Candidato/a     |
| Marcelo Tinelli     | Showmatch              | El Trece | Vincitore/trice |

Migliore giornalista femminile
| Nome               | Programma       | Canale   | Risultato       |
| ------------------ | --------------- | -------- | --------------- |
| Florencia Etcheves | Noticiero Trece | El Trece | Vincitore/trice |
| Gabriela Rádice    | Visión Siete    | Canal 7  | Candidata       |
| Mirta Tundis       | Noticiero Trece | El Trece | Candidata       |

Migliore giornalista maschile
| Persona            | Programma       | Canale   | Risultato       |
| ------------------ | --------------- | -------- | --------------- |
| Edgardo Alfano     | Telenoche       | El Trece | Candidato/a     |
| Germán Paoloski    | Telefe Noticias | Telefe   | Vincitore/trice |
| Guillermo López    | CQC             | Telefe   | Candidato/a     |
| Julio Bazán        | Telenoche       | El Trece | Candidato/a     |
| Reynaldo Sietecase | Baires Directo  | Telefe   | Candidato/a     |

Miglior lavoro umoristico
| Nome           | Programma      | Canale     | Risultato       |
| -------------- | -------------- | ---------- | --------------- |
| Dady Brieva    | Susana Giménez | Telefe     | Vincitore/trice |
| Yayo           | Sin codificar  | América TV | Candidato/a     |
| Miguel del Sel | Susana Giménez | Telefe     | Candidato/a     |

### Radio
Miglior programma giornalistico
| Programma           | Radio     | Risultato       |
| ------------------- | --------- | --------------- |
| El exprimidor       | Radio Uno | Vincitore/trice |
| Primera Mañana      | Mitre     | Candidato/a     |
| Sábado Tempranísimo | Mitre     | Candidato/a     |

Miglior programma sportivo
| Programma         | Radio           | Risultato       |
| ----------------- | --------------- | --------------- |
| El aguante        | Rock & Pop      | Candidato/a     |
| La oral deportiva | Radio Rivadavia | Vincitore/trice |
| Un buen momento   | Radio La Red    | Candidato/a     |

Miglior programma di interesse generale
| Programma          | Radio             | Risultato       |
| ------------------ | ----------------- | --------------- |
| Basta de todo      | Metro             | Candidato/a     |
| Bravo Continental  | Radio Continental | Vincitore/trice |
| El oro y el moro   | Radio 10          | Candidato/a     |
| Perros de la calle | Metro             | Candidato/a     |

Miglior programma culturale
| Programma                      | Radio          | Risultato       |
| ------------------------------ | -------------- | --------------- |
| El explorador                  | Radio América  | Candidato/a     |
| Las dos carátulas              | Radio Nacional | Candidato/a     |
| Los caminos de Pacho O'Donnell | Radio Nacional | Vincitore/trice |

Miglior programma musicale
| Programma              | Radio         | Risultato       |
| ---------------------- | ------------- | --------------- |
| El explorador          | Radio América | Candidato/a     |
| Bocacci a tango limpio | Cooperativa   | Candidato/a     |
| Canciones son amores   | Mitre         | Vincitore/trice |
| Frecuencia musical     | AM 1250       | Candidato/a     |
| La noche con amigos    | La 2 x 4      | Candidato/a     |

Miglior servizio giornalistico
| Programma                   | Radio         | Risultato       |
| --------------------------- | ------------- | --------------- |
| El explorador               | Radio América | Candidato/a     |
| Mitre Informa Primero       | Mitre         | Candidato/a     |
| Panorama Informativo        | Continental   | Candidato/a     |
| Siempre Noticias (Radio 10) | Radio 10      | Vincitore/trice |

Miglior conduttore
| Nome               | Programma        | Radio    | Risultato       |
| ------------------ | ---------------- | -------- | --------------- |
| Jorge Rial         | Ciudad Goti-K    | La Red   | Candidato/a     |
| Matías Martin      | Basta de todo    | Metro    | Vincitore/trice |
| Oscar Gonzalez Oro | El oro y el moro | Radio 10 | Candidato/a     |
| Rolando Hanglin    | Rolando Hanglin  | Radio 10 | Candidato/a     |

Miglior conduttrice
| Nome              | Programma         | Radio         | Risultato       |
| ----------------- | ----------------- | ------------- | --------------- |
| Elizabeth Vernaci | Tarde negra       | Rock & Pop    | Vincitore/trice |
| Luisa Valmaggia   | Con nombre propio | Radio América | Candidato/a     |
| Teté Coustarot    | Qué noche Teté    | Radio 10      | Candidato/a     |

Migliore dizione maschile
| Nome                | Programma         | Radio     | Risultato       |
| ------------------- | ----------------- | --------- | --------------- |
| José Miranda Lugano | Rotativo del aire | Rivadavia | Candidato/a     |
| Luis Albornoz       | Disney            | Disney    | Candidato/a     |
| Omar Cerasuolo      | Nacional          | Nacional  | Vincitore/trice |

Migliore dizione femminile
| Persona          | Programma         | Radio       | Risultato       |
| ---------------- | ----------------- | ----------- | --------------- |
| Estela Montes    | Bravo Continental | Continental | Vincitore/trice |
| Florencia Ibáñez | La mañana         | Continental | Candidato/a     |
| Marcela Giorgi   | Hola Chiche       | Mitre       | Candidato/a     |

Miglior lavoro umoristico
| Nome                 | Programma          | Radio                                 | Risultato       |
| -------------------- | ------------------ | ------------------------------------- | --------------- |
| Adrian Stopelmann    | La mañana          | Continental                           | Candidato/a     |
| Alejandro Gardinetti | Estamos como Locos | Rivadavia                             | Vincitore/trice |
| Ariel Tarico         | Primera mañana     | Mitre                                 | Candidato/a     |
| Clara Ulrich         | El exprimidor      | Primera y segunda edición - Radio Uno | Candidato/a     |
| Rolo Villar          | Cada mañana        | Radio 10                              | Candidato/a     |

Miglior giornalista maschile
| Nome                 | Programma       | Radio     | Risultato       |
| -------------------- | --------------- | --------- | --------------- |
| Carlos Ulanovsky     | Mañana es Hoy   | Nacional  | Candidato/a     |
| Luis Majul           | La cornisa      | La Red    | Candidato/a     |
| Marcelo Zlotogwiazda | La Otra Pata    | Mitre     | Candidato/a     |
| Reynaldo Sietecase   | Dicen Que Dicen | Del Plata | Vincitore/trice |

Miglior giornalista femminile
| Persona         | Programma              | Radio       | Risultato       |
| --------------- | ---------------------- | ----------- | --------------- |
| Silvia Naishtat | Hola Chiche            | Mitre       | Candidato/a     |
| Maria O´Donnell | Magdalena tempranísimo | Continental | Vincitore/trice |
| Beatriz Sarlo   | La Otra Pata           | Mitre       | Candidato/a     |